# Saint-Charles-de-Bellechasse
Pour l’article homonyme, voir Saint-Charles.
Saint-Charles-de-Bellechasse est une municipalité du Québec située dans la municipalité régionale de comté de Bellechasse dans la région administrative de la Chaudière-Appalaches. Elle est à environ 20 km au sud-est de Lévis. Elle est nommée en l'honneur de l'évêque Charles Borromée.

## Géographie
Le village est traversé par le chemin de fer du CN, les routes 218 et 279 et la rivière Boyer. La municipalité est accessible par l'autoroute 20, aux sorties 337 et 341. Le territoire comprend deux étendues d'eau, les lacs Saint-Charles et Beaumont.

## Hydrographie
La rivière Boyer traverse la municipalité du sud-ouest au nord-est, la confluence de la rivière Boyer Nord et de la rivière Boyer Sud, qui est la source de la rivière Boyer, situe à la limite sud et le Bras Saint-Michel délimite le sud-est de la municipalité.

## Démographie
| 1996  | 2001  | 2006  | 2011  | 2016  | 2021  |
| ----- | ----- | ----- | ----- | ----- | ----- |
| 2 197 | 2 237 | 2 159 | 2 246 | 2 396 | 2 583 |

## Administration
Les élections municipales se font en bloc et suivant un découpage de six districts.
| Saint-Charles-de-Bellechasse Maires depuis 2001                                                                      |                         |         |          |
| Élection | Maire                   | Qualité | Résultat |
| 2001 | Charles-Eugène Blanchet |         | Voir     |
| 2005 | Charles-Eugène Blanchet | Voir    |          |
| 2009 | Martin Lapierre         |         | Voir     |
| 2013 | Dominic Roy             |         | Voir     |
| 2017 | Martin Lacasse          |         | Voir     |
| 2021 | Pascal Rousseau         |         | Voir     |
| Élection partielle en italique Depuis 2005, les élections sont simultanées dans toutes les municipalités québécoises |                         |         |          |

## Économie
Les principales industries et commerces de Saint-Charles-de-Bellechasse sont les Spécialités Prodal (produits Cuisichef et autres) et JNB l'Outilleur Home Hardware. De nombreuses fermes de production laitière, de production porcine et de production horticole, plusieurs petites entreprises et plusieurs commerces de détail offrent des biens et services variés. Des vignobles sont aussi présents à Saint-Charles-de-Bellechasse. Parmi ceux-ci, il y a Le Ricaneux, qui produit des vins et alcools composés de petits fruits, et ce, depuis plusieurs années dans la région. Aussi, le Domaine Bel-Chas, dont quelques-uns de leurs vins ont été lauréats au concours Finger Lakes International Wine & Spirits Competition.

## Patrimoine
La municipalité héberge plusieurs bâtiments patrimoniaux.
Sur le plan religieux, l'église de Saint-Charles-Borromée a été reconstruite entre 1827 et 1829 sur des plans de Thomas Baillairgé. L'église de Saint-Charles figure parmi les seules églises de style roman en Amérique du Nord. Le cimetière, le calvaire et l'ancien couvent possèdent également un intérêt sur le plan patrimonial. La municipalité comporte deux chapelles de procession. La chapelle de la Sainte-Vierge a été reconstruite en 1883. De son côté, la chapelle Sainte-Anne a été reconstruite vers 1890. Enfin, l'ancien clocher de l'école modèle des garçons a été recyclé en abri pour une pompe à eau.
Sur le plan de l'architecture civile, l'hôtel de ville loge dans l'ancien presbytère de la municipalité construit pendant les années 1740. Construit en 1921, le Pont de la Tremblade repose sur une structure de poutres d'acier recouvertes de béton.
Sur le plan de l'architecture commerciale, l'ancienne meunerie de Saint-Charles-Borromée a débuté ses opérations en décembre 1944.

## Services
La municipalité possède un centre de la petite enfance (CPE le Petit poucet), une école primaire  de l'Étincelle, une école secondaire, l'École secondaire de Saint-Charles, un aréna, plusieurs terrains de sports, une bibliothèque, un foyer pour personnes âgées et une résidence à loyers modiques.
Les services municipaux offerts comprennent notamment un service incendie, un service des Travaux publics, un réseau d'aqueduc et d'égouts dans le secteur urbain, une usine de traitement des eaux usées et une déchèterie.

## Personnalités liées à Saint-Charles-de-Bellechasse
- Christian Laflamme, hockeyeur professionnel.
- Marie-Andrée Leclerc, criminelle.
- Louise Chabot, syndicaliste et femme politique.

## Évènements importants
- En 2009, Joël Legendre et Dany Turcotte sont de passage dans le village de Saint-Charles-de-Bellechasse dans le cadre de l'émission La petite séduction[19].
- Le 25 février 2010, un train du VIA Rail circulant parallèlement à l'avenue commerciale déraille près du Meuble Ideal et percute une maison, causant plusieurs dommages matériels. Toutefois, aucune personne n'est blessée gravement[20].
- La nuit du 5 au 6 avril 2012, un incendie ravage la meunerie d'Aliments Breton. Il n'y a aucun blessé, mais le bâtiment est une perte totale[21].
- Au mois de juin se déroule la Fête de la Pêche dans Bellechasse, à laquelle Saint-Charles-de-Bellechasse a participé durant quelques années au Parc riverain de la rivière Boyer [22].